# Siphonops annulatus
Siphonops annulatus är en groddjursart som först beskrevs av Mikan 1820.  Siphonops annulatus ingår i släktet Siphonops och familjen Caeciliidae. IUCN kategoriserar arten globalt som livskraftig. Inga underarter finns listade i Catalogue of Life.